# Kuchnia laotańska
Kuchnia laotańska – tradycyjna azjatycka kuchnia lokalna charakterystyczna dla mieszkańców Laosu.

## Charakterystyka
Należy do kuchni Azji Południowo-Wschodniej i dzieli część tradycji kulinarnej z innymi kuchniami tego rejonu, zwłaszcza tajską, wietnamską i khmerską, choć uchodzi za nieco mniej różnorodną, zwłaszcza od kuchni tajskiej. Główną potrawą jest tu ryż i makaron (sojowy, maniokowy lub ryżowy fǒe) z różnymi dodatkami. Kuchnię laotańską wyróżnia zróżnicowane bogactwo świeżych ziół i wyrazisty smak potraw pochodzący z użycia limonki, chilli i imbiru. Powszechnie stosowany jest kokos. Szczególnie pikantne dania, w tym zupy, przygotowuje się na północy kraju. Od kuchni wietnamskiej, z którą ma dużo wspólnego, różni się m.in. tym, że jedynie sporadycznie stosuje się tu owoce morza, a znacznie częściej ryby łowione w Mekongu.
Na terenach porośniętych przez dżunglę część potraw gotuje się w grubym, wilgotnym bambusie, który spełnia rolę naczynia (nie pali się z uwagi na dużą zawartość wody). Można w nim przyrządzać mięso, tofu, czy warzywa.
Posiłek, najczęściej jasny i kolorowy, zazwyczaj składa się z zupy i dania z makaronem lub ryżem wraz z dodatkami. Dania chętniej niż w krajach sąsiednich spożywa się rękoma (pałeczki nie są tu tak rozpowszechnione). Stosowanie pałeczek jest specyficzne: je się jedną pałeczką w jednej ręce i łyżką w drugiej.

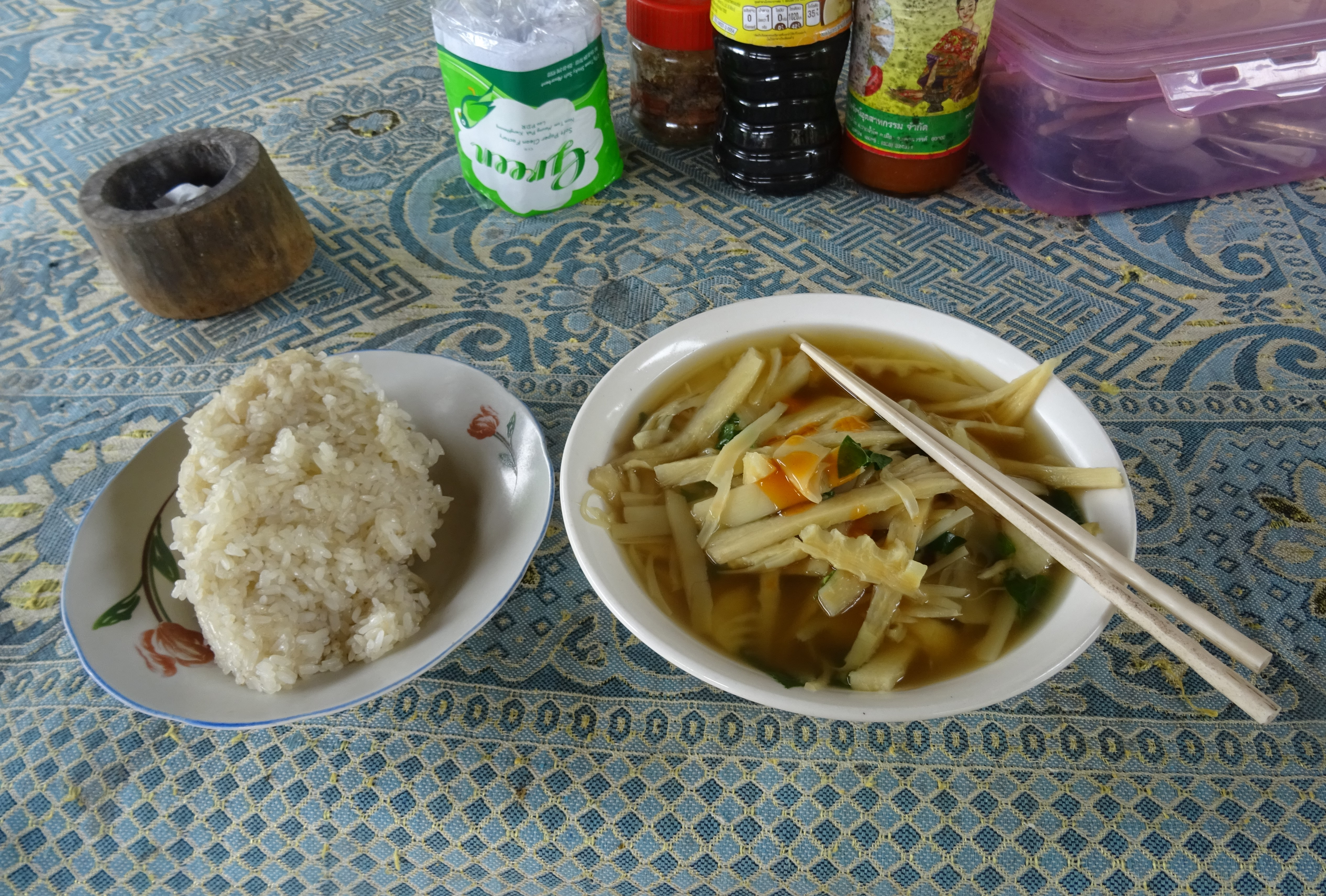
Laotańskie śniadanie z zupą z pędów bambusa
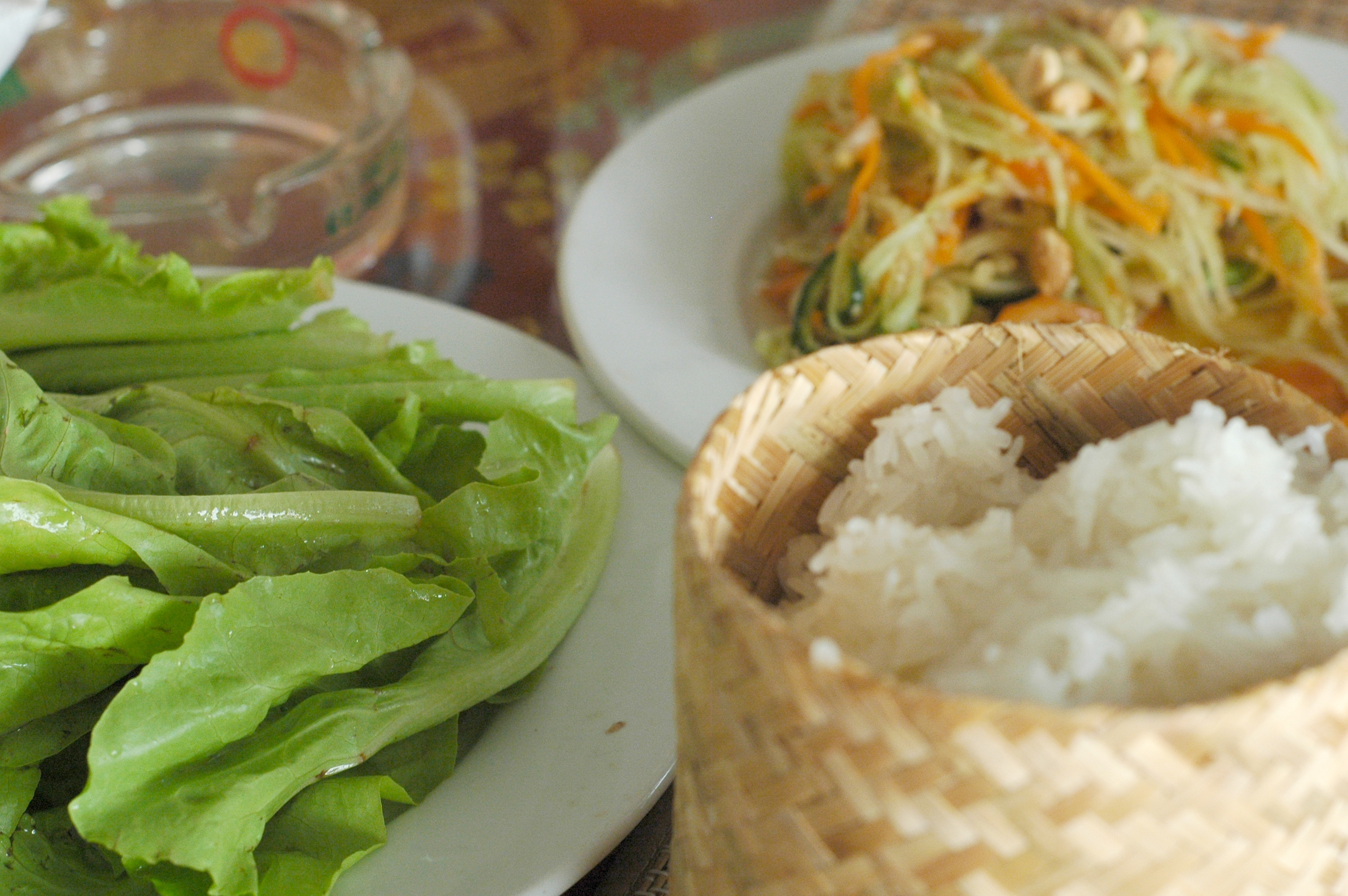
Kleisty ryż w koszyku kratip z sałatkami
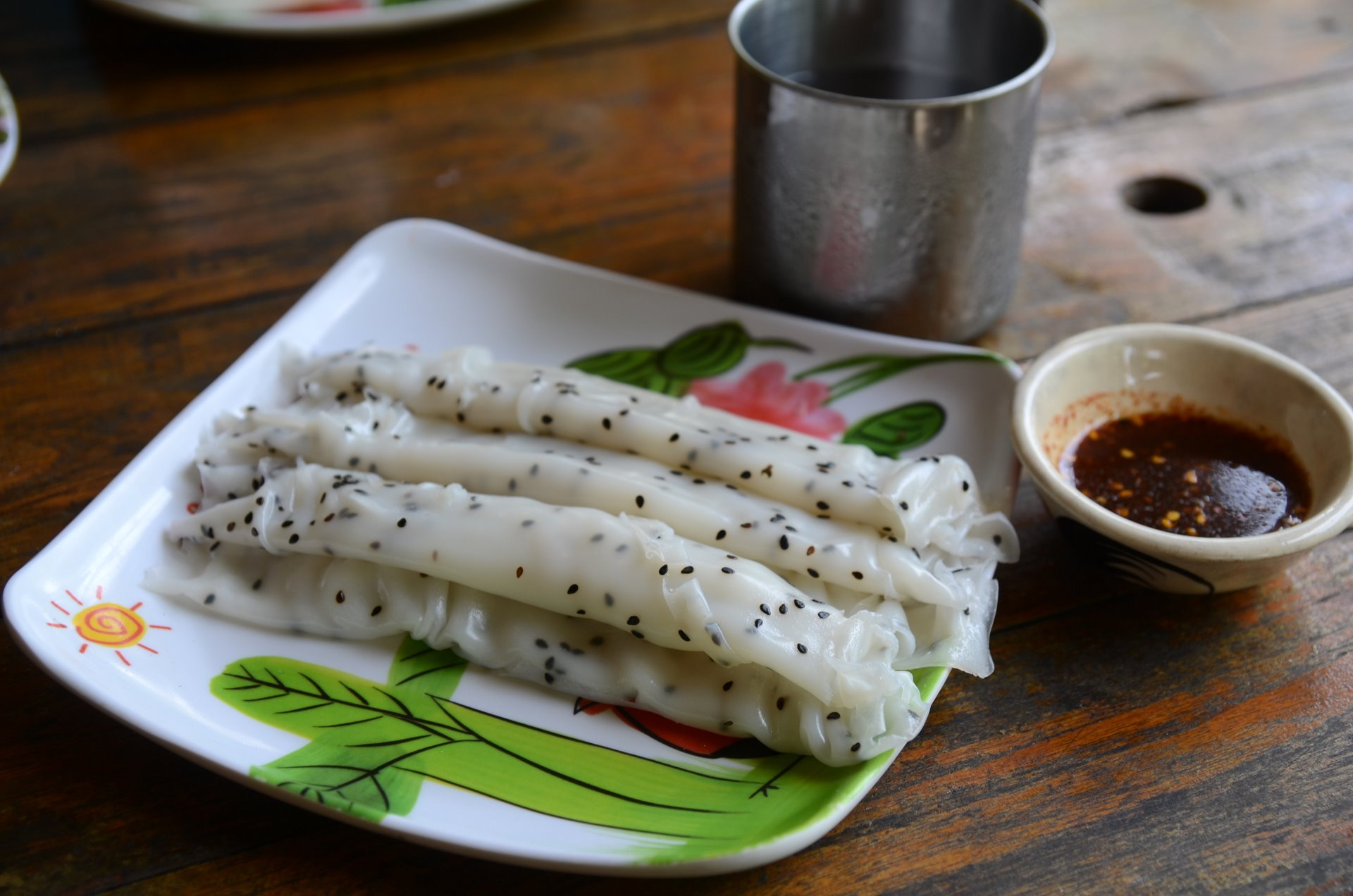
Khao pan (surowe sajgonki)
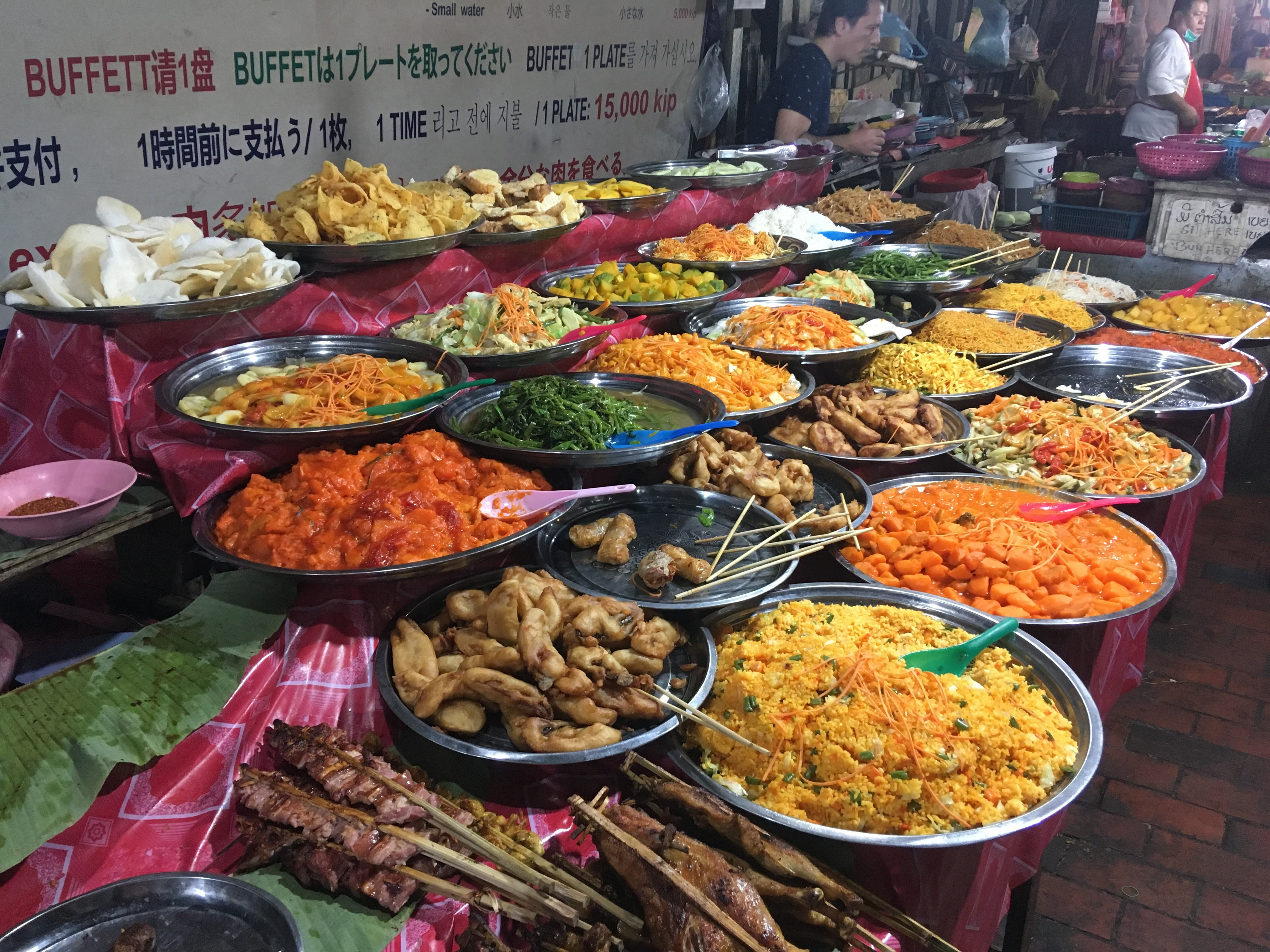
Bufet na rynku w Luang Prabang

## Główne potrawy
Do głównych potraw kuchni laotańskiej należą:
- zupy charakteryzujące się kwaskowatym smakiem z uwagi na dodawanie marynowanych warzyw, często podawane na śniadanie,
- zupa z młodych pędów bambusa,
- zupa z mrówczych jaj,
- keng kalampi[6] - kapuśniak z dodatkiem chili, imbiru, trawy cytrynowej, pieczarek, kurkumy, sosu rybnego i częstokroć kawałków kurczaka[2],
- khao poon - zupa z makaronem ryżowym, wołowiną, kurczakiem lub rybą, pędami bambusa i mlekiem kokosowym[5],
- kao piac sen (makaron ryżowy w aromatycznym rosole)[4],
- khào nío[5] (kleisty ryż), najpopularniejszy dodatek do wielu dań (m.in. sałatek, ryb, mięs), a często też danie główne - jest najczęściej jedzony palcami i podawany w specjalnym koszyczku (kratip[5]),
- larb (lap, larp, laap), rodzaj pikantnej sałatki, której głównym składnikiem jest mięso mielone (lub siekane), przede wszystkim kurczak lub wieprzowina, ewentualnie ryba lub owoce morza, podawanej na zimno lub gorąco z ziołami (np. bazylią), chilli, sokiem z limonki i sosem rybnym, a także kleistym ryżem,
- pad lao (laotańska wersja tajskiego pad thai z sokiem z tamaryndowca[5]),
- paeng pet (danie z krwi kaczki pomieszanej z niektórymi gotowanymi i posiekanymi częściami i podrobami tego ptaka, z dodatkiem chili, mięty, szczypiorku i kolendry, a także szalotki i orzeszków ziemnych)[4],
- naleśniki i omlety z grillowanymi warzywami,
- kiełbasa o słodko-ostrym smaku, przyprawiona trawą cytrynową, szalotką, cukrem trzcinowym, galangalem i sosem rybnym,
- grillowane wiewiórki, nietoperze, warany, szczury i psy[1], a także, przede wszystkim na wsiach, owady[5],
- sałatka z zielonej papai z czosnkiem, sokiem limonkowym, sosem rybnym, chili i rzadziej z pomidorami, cukrem palmowym, suszonymi krewetkami i krabami[1],
- sajgonki w wersji surowej (papier ryżowy moczony, bez smażenia),
- bagietki (pozostałość wpływów francuskich, głównie w Wientian) podawane w formie kanapek, np. z kurczakiem, czy awokado,
- khào jįi pátêh - rozkrojona bagietka z pasztetem przypominającym europejską mielonkę[1],
- suszone ryby[5],
- kaipan - przekąska przygotowywana ze świeżych wodorostów wyłowionych z Mekongu, specjalność Luang Prabang, spożywana tylko w suchych miesiącach zimowych (od października do kwietnia, kiedy to rzeka ma niski poziom wody)[5],
- orzechy nerkowca z liśćmi kafiru,
- khao nom kok[5] (kuliste ciastka kokosowe),
- chipsy z batatów,
- zielone papryczki maczane w soli[3][7].

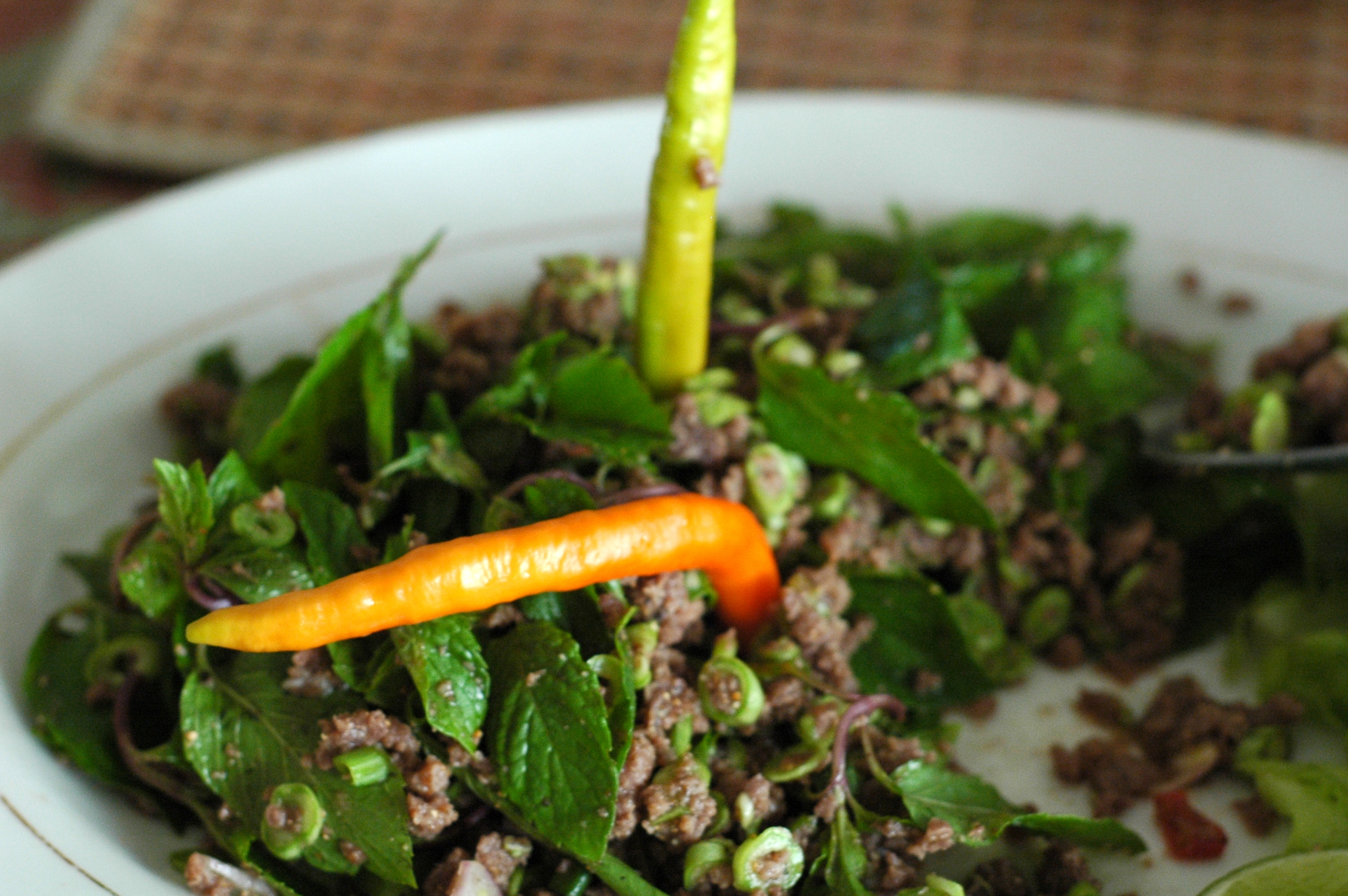
Sałatka larb
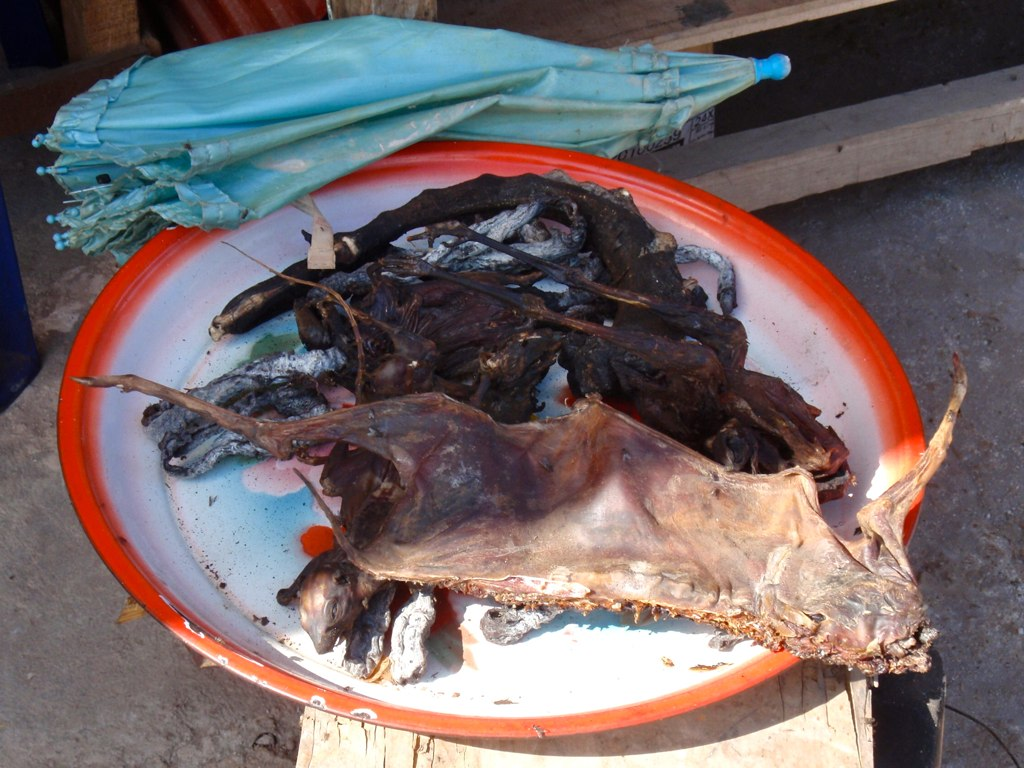
Grillowane nietoperze w prowincji Udomxai
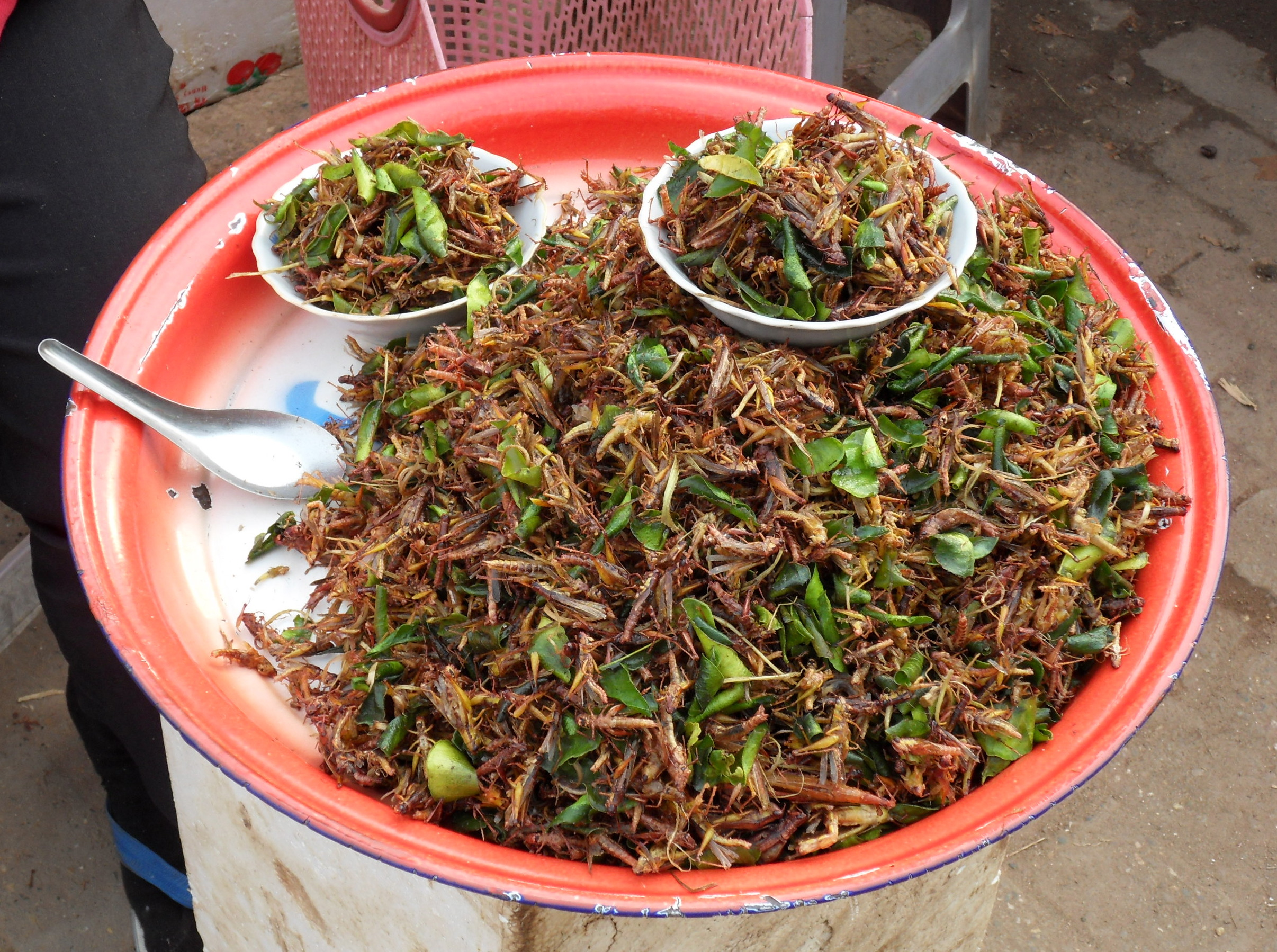
Grillowane owady w Wientian
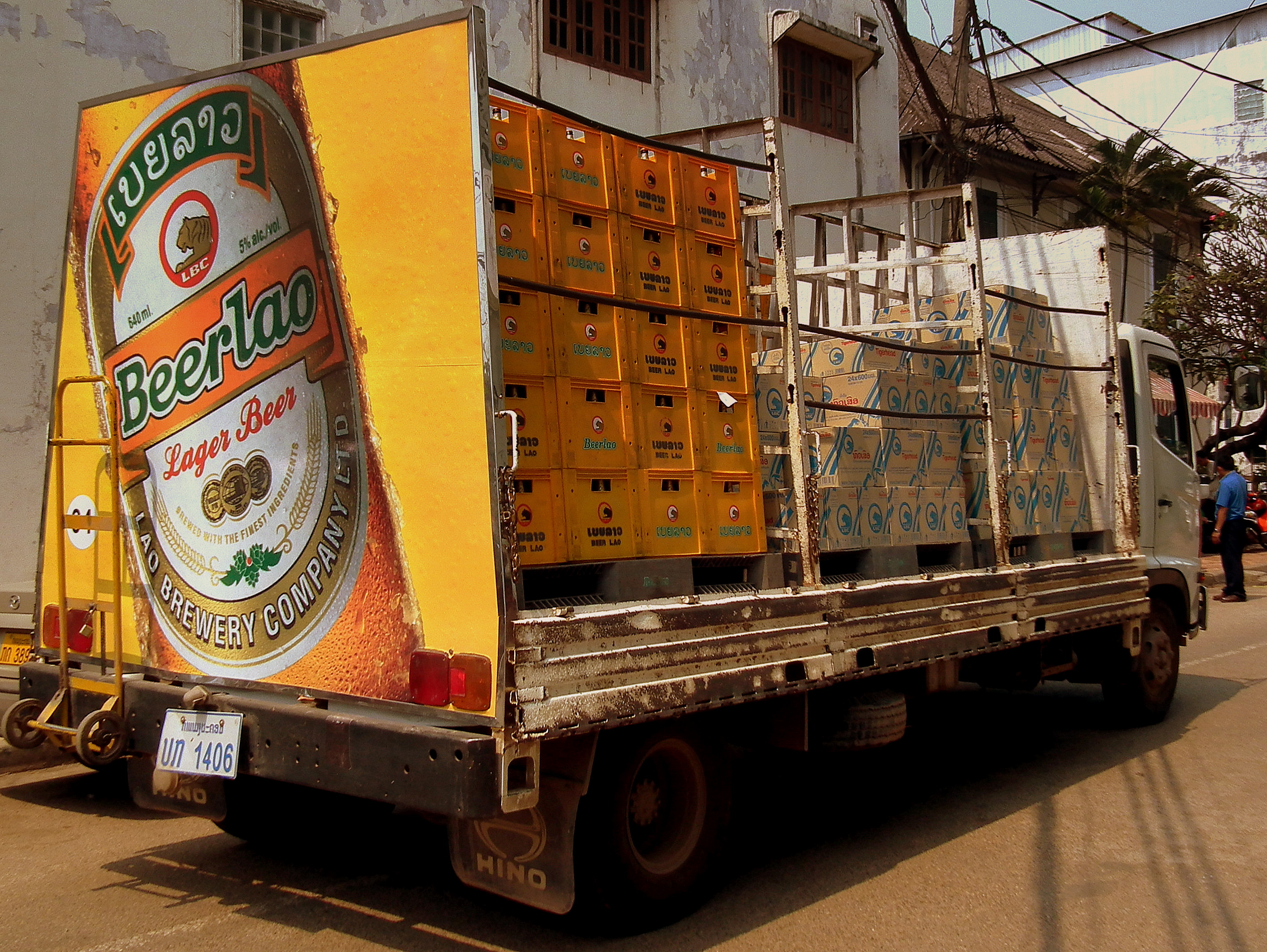
Ciężarówka z piwem Beer Lao

## Napoje
Dania popijane są lokalnym piwem (głównie Beer Lao, którego odmiana beczkowa bįa sòt dostępna jest tylko w piwiarniach Wientianu). Ciemne i słodkawe piwo palmowe Lao Bia jest produkowane w Sawannakhécie. Produkuje się też ryżową wódkę lào-láo pitą samodzielnie lub popijaną wodą (woda pitna nosi nazwę nâam deum). W domach spożycie tej wódki ma postać rytualną. Pierwszą porcję składa się w ofierze duchom domowym, a goście, by nie urazić gospodarzy, muszą wypić co najmniej jedną kolejkę. Na wsiach pędzona jest słabsza odmiana wódki o nazwie lào-hái trzymana w dzbanach. Na etapie fermentacji dodaje się do niej nieprzegotowaną wodę, co jest niebezpieczne dla zdrowia. Wiejską wódkę pije się przez rurki trzcinowe ze wspólnego dzbanka. Popularna jest miejscowa kawa uprawiana np. na płaskowyżu Bolaven. Podaje się ją jako mocny i bardzo słodki napój (czarna to kąa-fáe, a pozbawiona cukru to baw sai nâam-tąan).